# Скрытая масса
Скры́тая масса — проблема противоречия между наблюдаемым поведением видимых астрономических объектов и расчётным по законам небесной механики с учётом только этих объектов.
Общая проблема скрытой массы состоит из двух частей:
- астрофизической, то есть противоречия наблюдаемой массы гравитационно связанных объектов и их систем, таких, как галактики и их скопления, с их наблюдаемыми параметрами, определяемыми гравитационными эффектами;
- космологической — противоречия наблюдаемых космологических параметров полученной по астрофизическим данным средней плотности Вселенной.

## Наблюдаемые данные гравитационных эффектов скрытой массы

### Скрытая масса и вращение галактик

Рис.1 Кривые дифференциального вращения галактик: отклонение от кеплеровского закона вращения объясняются, предположительно, наличием скрытой массы

Дифференциальные скорости вращения галактик (то есть зависимость скорости вращения {\displaystyle v(r)} галактических объектов от расстояния {\displaystyle r} до центра галактики) определяются распределением массы в данной галактике и для сферического объёма с радиусом {\displaystyle r}, в котором заключена масса {\displaystyle M(r)}, задаются соотношением
{\displaystyle v(r)={\sqrt {{GM(r)} \over r}}},
то есть за пределами объёма {\displaystyle M(r)}, в котором сосредоточена основная масса галактики, скорость вращения {\displaystyle v(r)\sim r^{-{1 \over 2}}}. Однако для многих спиральных галактик скорость {\displaystyle v(r)} остаётся почти постоянной на весьма значительном удалении от центра (20—25 килопарсек), что противоречит быстрому убыванию плотности наблюдаемой материи от центра галактик к их периферии (см. Рис. 1).
Таким образом, для объяснения наблюдаемых значений {\displaystyle v(r)} необходимо допустить существование ненаблюдаемой (несветящейся) материи, простирающейся на расстояния, превышающие в десятки раз видимые границы галактик и с массой, на порядок выше совокупной массы наблюдаемой светящейся материи галактики (гало галактик).
Современная стандартная космологическая модель ведёт к заключению, что видимые массы барионного вещества в галактиках существенно ниже, чем предсказываемые. В последнее время появились результаты, которые свидетельствуют, что эта недостающая барионная масса может быть сосредоточена в гало галактик в виде горячего межгалактического газа с температурой от 1 000 000 до 2 500 000 К.

### Масса скоплений галактик: проблема Цвикки

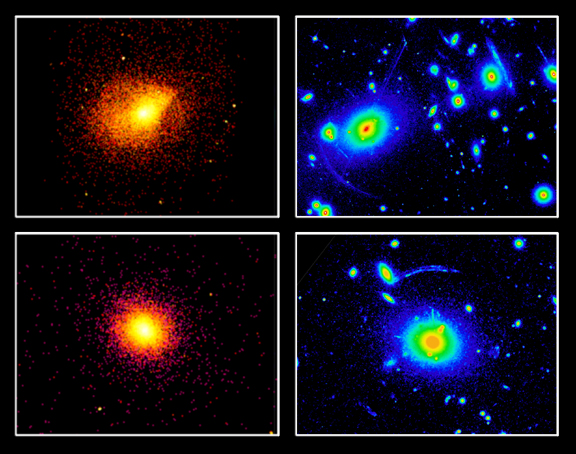
Рис. 2 Скопления галактик Abell 2390 (сверху) и MS2137.3-2353 в рентгеновском (слева, излучает горячий межгалактический газ) и оптическом спектре (справа, псевдоцвета), дуги — эффект гравитационного линзирования фона.
Совокупная наблюдаемая масса составляет порядка 13 % от расчётной.

В 1937 году Фриц Цвикки опубликовал работу «On the Masses of Nebulae and of Clusters of Nebulae», в которой на основе наблюдений относительных скоростей галактик в скоплении Волос Вероники на 18-дюймовом телескопе Шмидта Паломарской обсерватории получил парадоксальный результат: наблюдаемая масса скопления (полученная по суммарным светимостям галактик и их красному смещению) оказалась значительно ниже массы скопления, рассчитанной исходя из собственных скоростей членов скопления (полученных по дисперсии красного смещения) в соответствии с теоремой о вириале: суммарная наблюдаемая масса скопления оказалась в 500 раз ниже расчётной, то есть недостаточной, чтобы удерживать составляющие его галактики от «разлетания».

### Масса скоплений галактик: горячий межгалактический газ
С развитием рентгеновской астрономии в скоплениях галактик было обнаружено рентгеновское излучение горячего (разогретого до температур порядка 106 K) газа, заполняющего межгалактическую среду, — то есть была обнаружена часть скрытой массы таких скоплений. Однако суммирование наблюдаемых масс такого газа с наблюдаемыми массами галактик скопления не дало массы, достаточной ни для удержания галактик, ни для удержания газа в скоплениях.

### Гравитационное линзированиефона галактиками и их скоплениями
Одним из косвенных методов оценки массы галактик является гравитационное линзирование ими фоновых (расположенных на линии наблюдения за ними) объектов. В данном случае эффект гравитационного линзирования может проявляться в виде искажения изображения фонового объекта, либо появлении его многократных мнимых изображений. Решение обратной задачи, то есть расчёт гравитационного поля, необходимого для получения таких изображений, позволяет оценить массу гравитационной линзы — скопления галактик. И в этом случае расчётные значения значительно превосходят наблюдаемые (см. Рис. 2).

## Природа и состав скрытой массы
Кроме прямых наблюдений гравитационных эффектов скрытой массы существует ряд объектов, прямое наблюдение которых затруднено, но которые могут вносить вклад в состав скрытой массы. В настоящее время рассматриваются объекты барионной и небарионной природы: если к первым относятся достаточно хорошо известные астрономические объекты, то в качестве кандидатов во вторые рассматриваются страпельки и гипотетические элементарные частицы, следующие из классической квантовой хромодинамики (аксионы) и суперсимметричных расширений квантовых теорий поля.

### Массивные объекты гало галактик
Для объяснения отклонения скоростей вращений галактических объектов от кеплеровских следует предположить наличие массивного тёмного гало галактик. К массивным объектам гало галактик (Massive Astrophysical Compact Halo Objects, MACHO) относятся слабоизлучающие компактные объекты, в первую очередь маломассивные звёзды — коричневые карлики, субзвёзды или очень массивные юпитероподобные планеты, масса которых недостаточна для инициирования термоядерных реакций в их недрах, остывшие белые карлики, нейтронные звёзды и чёрные дыры.

### Межгалактический газ: лес Лайман-альфа
В отличие от упоминавшегося выше горячего газа галактических скоплений, излучающего в рентгеновском диапазоне, наблюдения спектров квазаров свидетельствуют о достаточно массивных межгалактических облаках водорода. В спектрах квазаров с достаточно высоким красным смещением наблюдается множество смещённых линий поглощения водорода Лайман-альфа («лес» линий), образованных множеством облаков водорода, расположенных на разном расстоянии по лучу зрения. Такой феномен получил название «лес Лайман-альфа» (англ. Lyman-alpha forest). Этот межгалактический газ холоден (около ноля Кельвин) и прозрачен (водород, гелий), поэтому наблюдается пока только таким способом.

### Небарионная тёмная материя
По современным представлениям, только около 4,9 % массы Вселенной составляет обычная барионная материя. Приблизительно 26,8 % приходится на небарионную тёмную материю, не участвующую в сильном и электромагнитном взаимодействии. Она наблюдается только в гравитационных эффектах.
В зависимости от скорости частиц различают горячую и холодную тёмную материю. Горячая тёмная материя состоит из частиц, движущихся с околосветовыми скоростями, по-видимому, из нейтрино.
Горячей тёмной материи недостаточно, по современным представлениям, для формирования галактик. Исследование структуры реликтового излучения показало, что существовали очень мелкие флуктуации плотности вещества. Быстродвижущаяся горячая тёмная материя не могла бы сформировать такую тонкую структуру.
Холодная тёмная материя должна состоять из массивных медленно движущихся (и в этом смысле «холодных») частиц или сгустков вещества. Экспериментально такие частицы не обнаружены.
В качестве кандидатов на роль холодной тёмной материи выступают слабо взаимодействующие массивные частицы (Weakly Interactive Massive Particles, WIMP), такие как аксионы и суперсимметричные партнёры-фермионы лёгких бозонов — фотино, гравитино и др.
Впервые предположение о существовании материи, взаимодействующей с обычным веществом только через гравитацию, было высказано в начале XX века в связи с аномальной прецессией перигелия Меркурия. Однако эта проблема была решена уже в 1916 году Альбертом Эйнштейном благодаря его Общей теории относительности, внёсшей в ньютоновскую теорию гравитации соответствующую поправку на орбитальные движения, исчерпывающе объясняющую наблюдаемое явление, что послужило и первым подтверждением ОТО.
Также предпринимаются попытки объяснить кривые вращения галактик изменением законов гравитационного взаимодействия на больши́х масштабах (в частности, модифицированная ньютоновская динамика — MOND), однако предсказываемые в рамках MOND профили плотности и температуры горячего газа в скоплениях галактик сильно расходятся с наблюдаемыми.

## Скрытая масса и космологические параметры, проблема тёмной энергии
Одной из основных проблем космологии является вопрос о средней кривизне пространства и темпе расширения Вселенной. Если кривизна пространства нулевая или отрицательная, то расширение Вселенной происходит неограниченно (плоская и открытая модели Вселенной); если кривизна положительна, то расширение Вселенной должно смениться сжатием (закрытая модель Вселенной). В свою очередь, в рамках общей теории относительности (ОТО), средняя кривизна пространства Вселенной зависит от её средней плотности, нулевой кривизне соответствует критическая плотность {\displaystyle \Omega _{crit}} ~ 10−29 г/см³, что эквивалентно примерно 5 атомам водорода на м³. Однако, несмотря на то, что наблюдаемое значение средней плотности светящейся материи {\displaystyle \Omega _{vis}} составляет порядка 1 % от критической, данные наблюдений свидетельствуют о том, что кривизна Вселенной близка к нулю, то есть {\displaystyle \Omega } довольно близко к {\displaystyle \Omega _{crit}}
В 1917 г. Эйнштейн для обеспечения стационарности (независимости от времени) космологической модели ОТО ввёл космологическую постоянную {\displaystyle \Lambda }, действующую в больших масштабах как сила отталкивания, однако в 1922 г. Фридман опубликовал работу по космологической модели нестационарной расширяющейся Вселенной, в которой космологическая постоянная была равна нулю. После открытия Хабблом красного смещения, то есть космологического расширения, основания для введения космологической постоянной отпали, и сам Эйнштейн в разговоре с Гамовым назвал идею космологической постоянной своим самым большим промахом (англ. biggest blunder) в науке.
Вместе с тем, наблюдения сверхновых типа Ia, проведённые в 1998 г. в рамках Supernova Cosmology Project показали, что постоянная Хаббла меняется со временем таким образом, что её поведение можно объяснить соответствующим подбором величины космологической постоянной {\displaystyle \Lambda }, вносящей вклад {\displaystyle \Omega _{\Lambda }} в среднюю плотность {\displaystyle \Omega }. Эта часть скрытой массы получила название тёмной энергии (англ. dark energy).

Состав Вселенной по данным WMAP

Интерпретация данных по анизотропии реликтового излучения, полученных в ходе работы WMAP (англ. Wilkinson Microwave Anisotropy Probe, 2003 г.) дала следующие результаты: наблюдаемая плотность {\displaystyle \Omega } близка к {\displaystyle \Omega _{crit}} и распределение {\displaystyle \Omega =\Omega _{\Lambda }+\Omega _{vis}+\Omega _{dark}} по компонентам: барионная материя {\displaystyle \Omega _{vis}} — 4,4 %, тёмная холодная материя (WIMP) {\displaystyle \Omega _{dark}} — 23 %, «тёмная энергия» {\displaystyle \Omega _{\Lambda }} — 72,6 %.